# Quartinia chlorotica
Quartinia chlorotica (лат.) — вид цветочных ос (Masarinae) рода Quartinia семейства настоящих ос (Vespidae). Туркменистан, Узбекистан.

## Описание
Мелкие осы (около 5 мм), в основном чёрного цвета с желтовато-коричневыми отметинами. Основной цвет самцов чёрный, за исключением красноватого тергита VII и стернита VII. Следующие части самцов беловатые или бледно-жёлтые: жвалы, за исключением чёрного основания, верхняя губа, наличник, лоб, большое пятно на щеке, небольшие боковые пятна на темени, переднеспинка, тегула, небольшое заднемедиальное пятно на щитке, почти весь щиток, за исключением чёрной полосы спереди и сзади, задняя (нижняя) половина метанотума, дорсальная мезэпистернум, сросшиеся пятна на вентральной мезэпистернуме и мезэпимере, большие боковые пятна на проподеуме, апикальные полосы на тергитах I—VI, апикальные пятна на тергите VII и стерните VII, небольшие боковые пятна на стерните VII, ноги примерно от середины бёдер. Усики тёмно-жёлтые. Крылья прозрачные; жилки и претостигма бледно-коричневые